# Фроловское (городской округ Истра)
Фроловское — деревня в Костровском сельском поселении Истринского района Московской области. Население — 12 чел. (2016), зарегистрировано 2 садовых товарищества.
Находится примерно в 12 км на юго-запад от Истры, на правом берегу реки Малой Истры, высота над уровнем моря 177 м.  Ближайшие деревни — в 100 м на восток Александрово, через реку, севернее  — Новодарьино, также недалеко Кострово и Скрябино. В 300 м  Новорижское шоссе.

## Население
| 1852 | 1859 | 1890 | 1899 | 1926 | 2002 | 2006 |
| ---- | ---- | ---- | ---- | ---- | ---- | ---- |
| 80   | →80  | ↗110 | ↗120 | ↗131 | ↘8   | ↗13  |
| 2010 | 2016 |      |      |      |      |      |
| ↘8   | ↗12  |      |      |      |      |      |